# Eophona personata

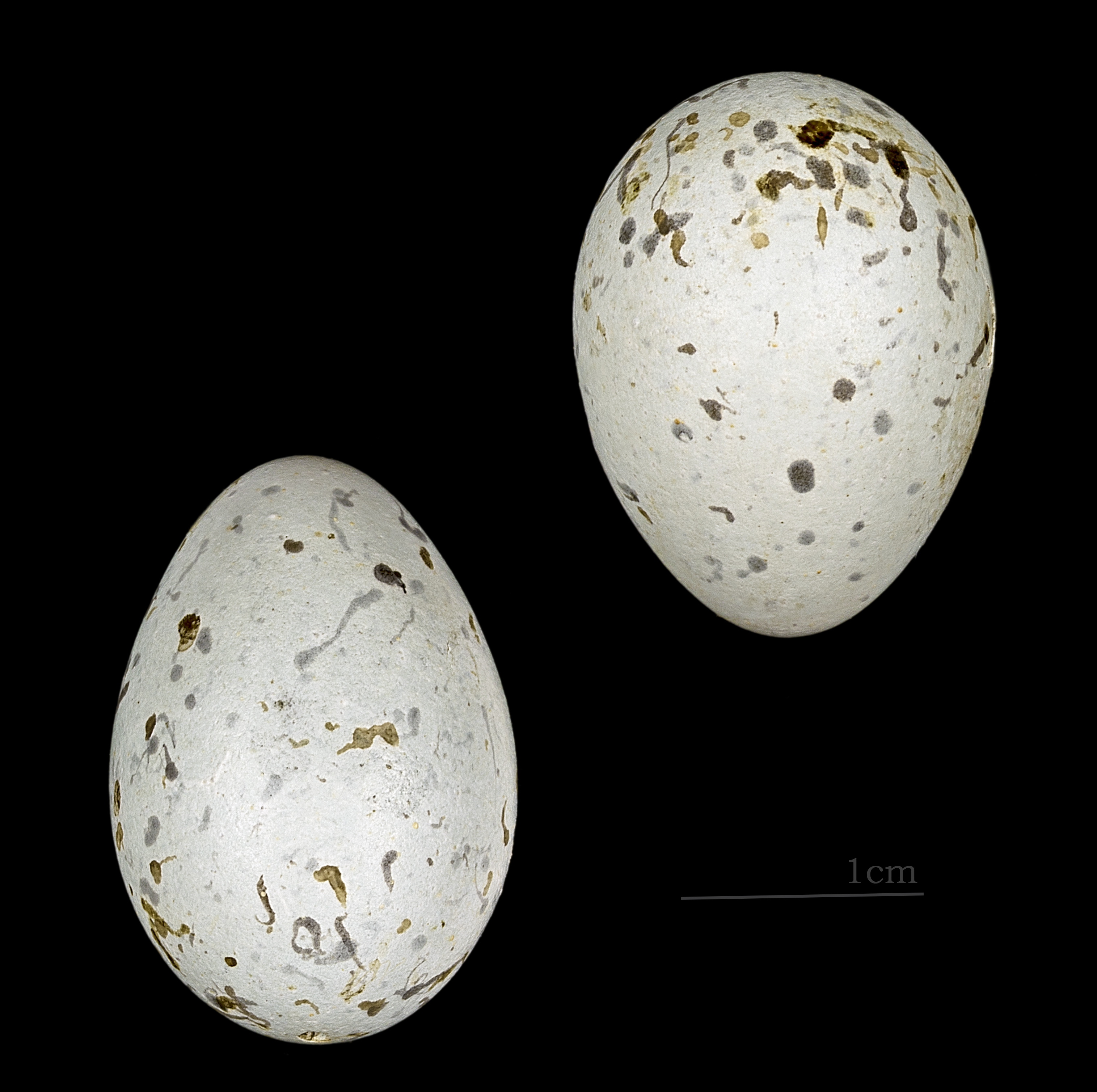
Eophona personata personata MHNT

Eophona personata là một loài chim trong họ Fringillidae.